# Aceite de naranja

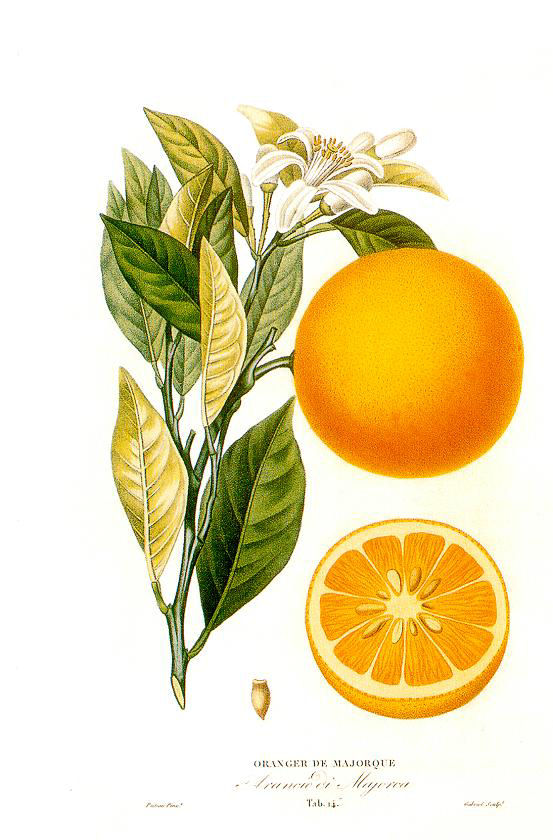
Citrus sinensis (L.) Histoire et culture des orangers A. Risso et A. Poiteau. - Paris Henri Plon, Editeur, 1872

El aceite de naranja es un aceite esencial producido por la cáscara de la naranja. En contraste con otros aceites esenciales, resulta como subproducto de la producción de zumo de naranja por centrifugación, produciendo un aceite prensado en frío. Está compuesto mayormente (90%) de d-limoneno y es a menudo utilizado en lugar del limoneno puro. El limoneno puede ser extraído por destilación.

## Limoneno
El limoneno le da a los cítricos su aroma característico y es utilizado en perfumes y en artículos de aseo. También es un solvente relativamente seguro, convirtiéndolo en un ingrediente activo en muchos productos como adhesivos, removedores de manchas y limpiadores. El limoneno es también útil en agricultura.

## Composición
La variación en su composición ocurre a raíz de cambios estacionales y regionales así como el método utilizado para la extracción. Cientos de compuestos han sido identificados mediante cromatografía de gases. La mayoría de las sustancias pertenecen al grupo de los terpenos siendo el limoneno el dominante. El segundo grupo de sustancias son cadenas de alcoholes de hidrocarburos alifáticos y aldehídos como el 1-octanol y octanal.
| Compuesto           | Concentraciones en aceite de naranja italiano [%] | Concentraciones en aceite naranja de Valencia [%] | Concentraciones en aceite naranja de Valencia [%] | Concentraciones en aceite naranja de Valencia [%] |
| ------------------- | ------------------------------------------------- | ------------------------------------------------- | ------------------------------------------------- | ------------------------------------------------- |
| Limoneno            | 93.67                                             | 91.4                                              | 95.17                                             | 97.0                                              |
| α-Pineno            | 0.65                                              | 1.4                                               | 0.42                                              | –                                                 |
| Sabinena Y β-Pineno | 1.00                                              | 0.4                                               | 0.24                                              | –                                                 |
| Mirceno             | 2.09                                              | 4.3                                               | 1.86                                              | 0.03                                              |
| Octanal             | 0.41                                              | –                                                 | -                                                 | –                                                 |
| Linalool            | 0.31                                              | 0.8                                               | 0.25                                              | 0.3                                               |
| δ-3-Careno          | 0.31                                              | –                                                 | –                                                 | –                                                 |
| Decanal             | 0.27                                              | 0.4                                               | 0.28                                              | –                                                 |

La presencia de sinensetina explica el color naranja.

## Riesgos
El limoneno, componente principal del aceite, es un irritante leve, disolviendo los aceites protectores de la piel. El 1,2-óxido de limoneno es un sensibilizador de la piel. La mayoría de los casos de irritación ocurrieron al estar expuesto mucho tiempo al compuesto puro. Por ejemplo durante el desengrase o preparación de pinturas.
Se ha observado que el limoneno causa cáncer en ratas machos, al reaccionar con α2u-globulina, el cual no se produce en ratas hembra. No hay ninguna evidencia que lo señale como un agente cancerígeno en humanos. El IARC clasifica al limoneno como Clase 3: no clasificable en cuanto a carcinogenidad en humanos.

## Control de plagas
El aceite de naranja puede ser utilizado en el control de plagas mediante pesticidas. Puede eliminar colonias enteras de hormigas y sus feromonas para evitar que reaparezcan. Su uso en la agricultura orgánica es cada vez más importante debido a su naturaleza no tóxica. Es utilizado como repelente de hormigas.
También es útil en el control de termitas de Drywood.